# غريتا سمول
غريتا سمول (بالإنجليزية: Greta Small)‏ هي متزحلقة أسترالية، ولدت في 16 أكتوبر 1995 في وانجارتا في أستراليا.

## وصلات خارجية
- غريتا سمول على موقع الاتحاد الدولي للتزلج (التزلج على المنحدرات الثلجية) (الإنجليزية)
- غريتا سمول على موقع اللجنة الأولمبية الدولية (الإنجليزية)
- غريتا سمول على موقع أوليمبيديا (الإنجليزية)
- غريتا سمول على موقع اللجنة الأولمبية الأسترالية (الإنجليزية)